# Multicrustacea
O clado Multicrustacea constitui a maior superclasse de crustáceos, contendo aproximadamente quatro quintos de todas as espécies de crustáceos descritas, incluindo caranguejos, lagostas, camarões, piolhos, camarões, krill, cracas, lagostins, copépodes, anfípodes e outros. O maior ramo da multicrustácea é a classe Malacostraca (veja abaixo).

## Classificação
De acordo com o Registo Mundial de Espécies Marinhas (13 de abril de 2016):
- Classe Hexanauplia Oakley, 2013
  - Subclasse Copepoda Milne-Edwards, 1840
    - Infraclasse Neocopepoda Huys & Boxshall, 1991
      - Superordem Gymnoplea Giesbrecht, 1882
        - Ordem Calanoida Sars GO, 1903

      - Superordem Podoplea Giesbrecht, 1882
        - Ordem Cyclopoida Burmeister, 1834
        - Ordem Gelyelloida Huys, 1988
        - Ordem Harpacticoida G. O. Sars, 1903
        - Ordem Misophrioida Gurney, 1933
        - Ordem Monstrilloida Sars, 1901
        - Ordem Mormonilloida Boxshall 1979
        - Ordem Poecilostomatoida Thorell, 1859
        - Ordem Siphonostomatoida Thorell, 1859

    - Infraclasse Progymnoplea Lang, 1948
      - Ordem Platycopioida Fosshagen, 1985

  - Subclasse Tantulocarida Boxshall & Lincoln, 1983
    - Família Basipodellidae Boxshall & Lincoln, 1983
    - Família Deoterthridae Boxshall & Lincoln, 1987
    - Família Doryphallophoridae Huys, 1991
    - Família Microdajidae Boxshall & Lincoln, 1987
    - Família Onceroxenidae Huys, 1991

  - Subclasse Thecostraca Gruvel, 1905
    - Infraclasse Ascothoracida Lacaze-Duthiers, 1880
      - Ordem Dendrogastrida Grygier, 1987
      - Ordem Laurida Grygier, 1987

    - Infraclasse Cirripedia Burmeister, 1834
      - Superordem Acrothoracica Gruvel, 1905
        - Ordem Cryptophialida Kolbasov, Newman & Hoeg, 2009
        - Ordem Lithoglyptida Kolbasov, Newman & Hoeg, 2009

      - Superordem Rhizocephala Müller, 1862
        - Ordem Akentrogonida Häfele, 1911
        - Ordem Kentrogonida Delage, 1884

      - Superordem Thoracica Darwin, 1854
        - Ordem Cyprilepadiformes Buckeridge & Newman, 2006
        - Ordem Ibliformes Buckeridge & Newman, 2006
        - Ordem Lepadiformes Buckeridge & Newman, 2006
        - Ordem Scalpelliformes Buckeridge & Newman, 2006
        - Ordem Sessilia Lamarck, 1818

    - Infraclasse Facetotecta Grygier, 1985
      - Género Hansenocaris Ito, 1985
- Classe Malacostraca Latreille, 1802
  - Subclasse Eumalacostraca Grobben, 1892
    - Superordem Eucarida Calman, 1904
      - Ordem Amphionidacea Williamson, 1973
      - Ordem Decapoda Latreille, 1802
      - Ordem Euphausiacea Dana, 1852

    - Superordem Peracarida Calman, 1904
      - Ordem Amphipoda Latreille, 1816
      - Ordem Bochusacea
      - Ordem Cumacea Krøyer, 1846
      - Ordem Isopoda Latreille, 1817
      - Ordem Lophogastrida Sars, 1870
      - Ordem Mictacea Bowman, Garner, Hessler, Iliffe & Sanders, 1985
      - Ordem Mysida Haworth, 1825
      - Ordem Pygocephalomorpha †
      - Ordem Spelaeogriphacea Gordon, 1957
      - Ordem Stygiomysida Tchindonova, 1981
      - Ordem Tanaidacea Dana, 1849
      - Ordem Thermosbaenacea Monod, 1927

    - Superordem Syncarida Packard, 1879
      - Ordem Anaspidacea Calman, 1904
      - Ordem Bathynellacea Chappuis, 1915
      - Ordem Palaeocaridacea †

  - Subclasse Hoplocarida Calman, 1904
    - Ordem Stomatopoda Latreille, 1817

  - Subclasse Phyllocarida Packard, 1879
    - Ordem Archaeostraca †
    - Ordem Hoplostraca †
    - Ordem Leptostraca Claus, 1880